# Hammarby Talang Fotbollförening
O Hammarby Talang Fotbollförening, ou simplesmente Hammarby Talang FF, foi um clube de futebol da Suécia fundado em 2003. Sua sede fica localizada em Estocolmo.